# Comte de Chatham

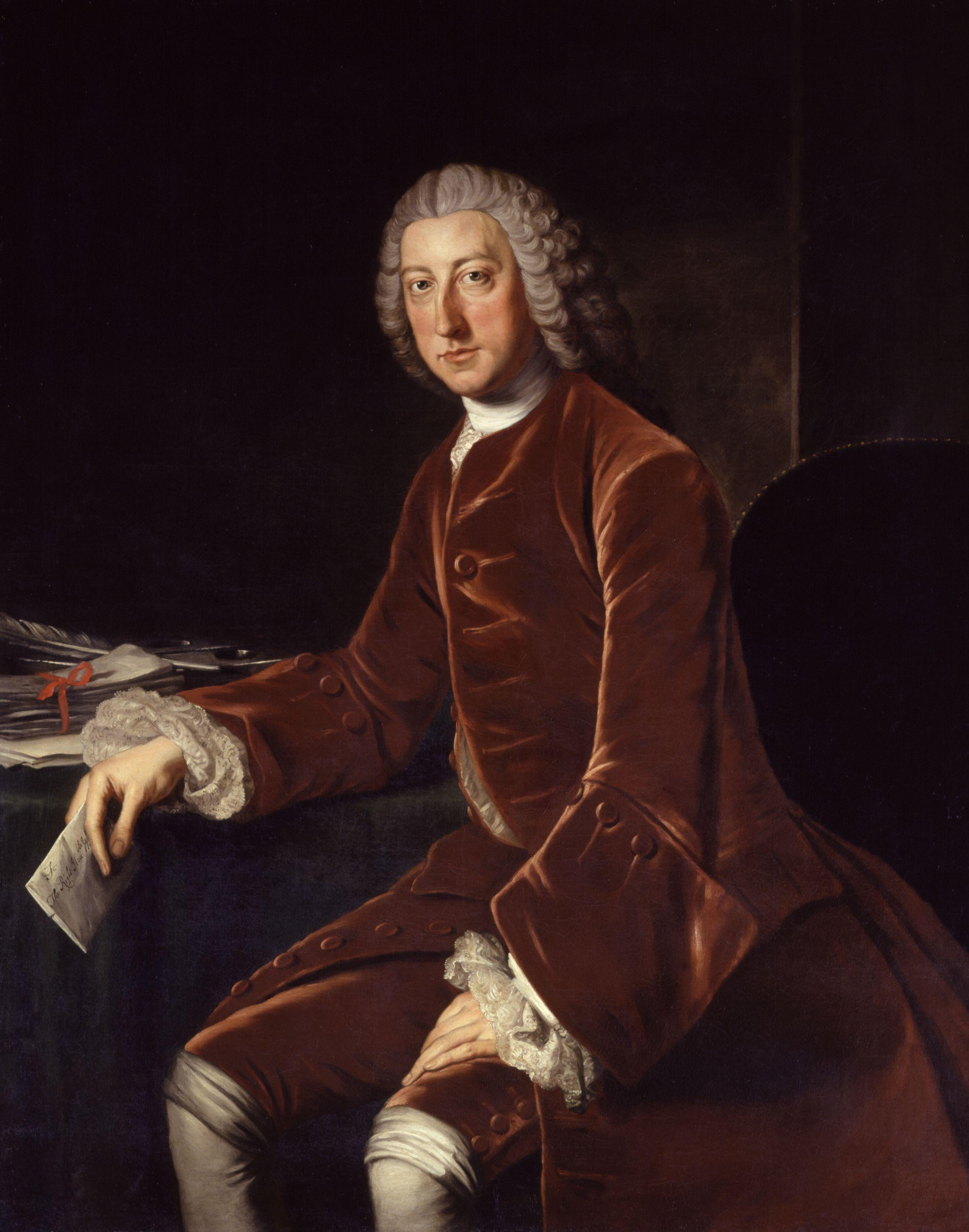
Portrait de l'homme d'État britannique William Pitt, 1er comte de Chatham (1708-1778), de trois quarts, perruque grise tombant derrière les épaules, riche costume en velours marron, cravate blanche, chemise et volants aux poignets, sur la table un encrier, une plume et des papiers, une lettre dans la main droite, fond marron, éclairé par la gauche.

Le titre de comte de Chatham, d'après la ville de Chatham dans le Kent, est un titre de la pairie de Grande-Bretagne. Il fut créé en 1766 pour William Pitt l'Ancien lorsque celui-ci fut nommé Lord du sceau privé. Il lui fut adjoint le titre subsidiaire de vicomte Pitt, de Burton Pynsent dans le Somerset. En 1761, la première épouse du comte, Hester Pitt, fille de lady Hester Grenville, fut faite baronne Chatham dans la pairie de Grande-Bretagne, car son mari voulait conserver son siège à la Chambre des communes. Leur fils aîné hérita des titres de comte et vicomte en 1778 et de baron en 1803. À sa mort, les titres s'éteignirent.
Le titre de baron Chatham avait été auparavant créé pour John Campbell, le 2e duc d'Argyll, comme titre subsidiaire du titre de comte de Greenwich.

## Baron Chatham (1705)
- John Campbell (1678-1743), 2e duc d'Argyll.

## Barons Chatham (1761)
- 1761-1803 : Hester Pitt (en) (1720-1803), femme de William Pitt l'Ancien ;
- 1803-1835 : John Pitt (1756-1835), fils de la précédente.

## Comte de Chatham (1766)
- 1766-1778 : William Pitt l'Ancien (1708-1778), Premier ministre de Grande-Bretagne ;
- 1778-1835 : John Pitt (1756-1835), fils du précédent.